# Joel Bissonnette
Joel Bissonnette (Baltimore) is een Amerikaans acteur.
Bissonette groeide op in Montreal, Canada. Hij studeerde af aan een theaterschool in Montreal en speelde vervolgens in verscheidene toneelstukken. Hij is waarschijnlijk het meest bekend van The Invisible Man (televisieserie uit 2000), een televisieserie uit 2000, waarin hij een terrorist genaamd Arnaud DeFöhn speelde (negen afleveringen lang). Recentelijk speelde hij in een andere serie, 24.
Hij speelde verder in films als Century Hotel, Boulevard, Suspicious River, The Sum of All Fears, Fight Club, Darkman III, Language of the Heart en The Curious Case of Benjamin Button.